# Strike Up the Band
Strike Up the Band – amerykański musical z 1940 roku z Mickeyem Rooneyem oraz Judy Garland.

## Obsada
- Mickey Rooney - James 'Jimmy' Connors
- Judy Garland - Mary Holden
- Paul Whiteman - on sam
- June Preisser - Barbara Frances Morgan
- William Tracy - Philip 'Phil' Turner
- Larry Nunn - Willie Brewster
- Margaret Early - Annie
- Ann Shoemaker - Pani Jessie Connors
- Francis Pierlot - Pan Judd
- Virginia Brissac - Pani May Holden
- George Lessey - Pan Morgan
- Enid Bennett - Pani Morgan
- Howard C. Hickman - Doktor
- Sarah Edwards - Panna Hodges
- Milton Kibbee - Pan Holden
- Helen Jerome Eddy - Pani Brewster